# مايلز هورتون
مايلز هورتون (بالإنجليزية: Myles Horton)‏ هو مدرس أمريكي، ولد في 9 يوليو 1905 في سافانا في الولايات المتحدة، وتوفي في 19 يناير 1990. علّم هورتون وأثر بشكل كبير على معظم قادة العصر. ومن بين هؤلاء الموقر الدكتور مارتن لوثر كينغ الابن وروزا باركس (التي درست مع هورتون قبل وقت قصير من قرارها الإبقاء على مقعدها في حافلة مونتغمري، ألاباما في عام 1955) وجون لويس وجيمس بيفيل وبرنارد لافاييت ورالف أبيرناثي وجون ب. طومسون وغيرهم الكثير.

## مؤسس مشارك في هايلاندر
كان مايلز رجلًا فقيرًا أبيض من سافانا في غرب تينيسي، تأثرت آراؤه الاجتماعية والسياسية بشدة باللاهوتي راينهولد نيبور، الذي درس تحت إشرافه في معهد الاتحاد اللاهوتي في مدينة نيويورك. جنبًا إلى جنب مع المعلم دون ويست والمبشر الميثودي جيمس أ. دومبروفسكي من نيو أورليانز، أسس هورتون مدرسة هايلاندر الشعبية (المعروفة الآن باسم مركز هايلاندر للأبحاث والتعليم) في مونتيجل في موطنه تينيسي عام 1932. وظل مديرًا لها حتى عام 1973، إذ سافر لينال الاعتراف بالمدرسة في نوكسفيل بعد إغلاق ولاية تينيسي للمدرسة عام 1961.
سافر كل من هورتون وويست إلى الدنمارك لدراسة مدارسها الشعبية ومراكز تعليم الكبار وتمكين المجتمع. استندت المدرسة الناتجة في مونتيجل بولاية تينيسي إلى مفهوم نشأ في الدنمارك: «أن الأشخاص المضطهدين يحملون بشكل جماعي استراتيجيات للتحرر التي فُقدت بالنسبة للأفراد». كانت مدرسة هايلاندر ملاذاً لحفنة الجنوب من الراديكاليين خلال الثلاثينيات من القرن الماضي والمعلَم الأساسي لقادة محركات التنظيم الجنوبية الوليدة. أنشئت المدرسة لتعليم وتمكين البالغين من أجل التغيير الاجتماعي.
أطلق مصطلح شيوعي على تعاليم هورتون ومدرسة هايلاندر بسبب فلسفة المدرسة في الجمع بين البيض والسود، في انتهاك لقوانين الفصل. أيدت المدرسة الطبقة العاملة والفقراء وتركزت تعاليمها على زيادة النشاط الاجتماعي. تأثرت روزا باركس بشدة بمايلز هورتون ومدرسة هايلاندر. قبل رفضها الشهير التخلي عن مقعدها على متن حافلة، زارت باركس مدرسة هايلاندر حيث «وجدت الشجاعة لتشعر بأننا نعمل وحدنا».
تأثر هورتون في وقت مبكر بعمله مع سكان الجبال الفقراء في أوزون بولاية تينيسي. تعلم منهم أن النقاش الحر للمشاكل، دون تلقين أي أفكار مسبقة، ينتج حيوية ويُخرج الأفكار من داخل المجموعة. أراد من السود والبيض اللقاء وتحسين حياتهم. تصوَّر هورتون مكانًا لليبراليين والراديكاليين الجنوبيين ليجتمعوا. طبَّق هذا المفهوم على مدرسة هايلاندر من أجل خلق جو للتغيير الاجتماعي.
وقفت سلطات إنفاذ القانون في الجنوب ضد سعي هورتون لإنشاء وصيانة مدرسة هايلاندر. في عام 1959، اتهمت المدرسة بخرق قانون الفصل وبيع الكحول. سُمِح للبالغين في المدرسة بالدفع بالعملات المعدنية عندما يبتاعون البيرة من المدرسة. أدينت المدرسة وأغلقت. تقدم هورتون فورًا بطلب للحصول على ترخيص جديد وأعيد فتح المدرسة.
تُركز هايلاندر اليوم على العواقب الاجتماعية المتعلقة بالمشاكل البيئية. تأثر هورتون بشدة بخلفيته الدينية، إذ آمن بمجتمع فيه عدالة للجميع. التحق بالمدرسة اللاهوتية للاتحاد الراديكالي وانضم إلى حركة الإنجيل الاجتماعي. اعتقدت حركة الإنجيل الاجتماعي أنه إذا طُبقت مبادئ المسيحية على المشكلات الاجتماعية، فقد تكون هناك جنة على الأرض.
في فيلمهم الوثائقي You Got to Move عام 1985، أظهرت لوسي ماسي فينيكس وفيرونيكا سيلفر بشكل بارز هورتون ومدرسة هايلاندر. كان لهورتون أيضًا تأثير لتأسيس منظمة مايلز هورتون في جامعة تينيسي في عام 1986. نظمت المجموعة العديد من الاحتجاجات والأحداث في منطقة تشاتانوغا تينيسي، بما في ذلك المظاهرات لمواجهة كو كلوكس كلان، وبناء معسكر احتجاج في الحرم الجامعي لتشجيع الجامعة على الخروج من جنوب إفريقيا.

## الحياة الشخصية والتعليم
ولد مايلز هورتون عام 1905 في سافانا بولاية تينيسي لعائلة فقيرة. كان لديه شقيقان، دانيال وديماس، وأخت واحدة، إلسي بيرل. ترعرع بالقرب من سافانا بولاية تينيسي. والداه هم إلسي فولز هورتون وبيري هورتون.
كان والداه معلما مدرسة سابقين وأعضاء في كنيسة المشيخية. كان والده عضوًا في تحالف العمال، وكانت والدته عضوًا مُجدًا وناشطة مجتمعية. قبل ولادة أطفالهما، عمل إلسي وبيري هورتون كمعلمين. عندما تغيرت المعايير المطلوبة ليكون الشخص معلمًا (يطلبون الآن سنة واحدة على الأقل في المدرسة الثانوية)، فقد كلاهما وظيفته لأن أيًا منهما لم يكن لديه التعليم المطلوب. عملوا بعد ذلك في العديد من الوظائف الفردية، واحدة منها كانت العمل في المصانع بصفتهم مزارعين مستأجرين. كان والدا مايلز أشخاصا طيبين ومحبين للسلام حاولوا تربية أطفالهم ليكونوا أشخاصًا محترمين ومتعاطفين ومخلصين. لقد نشأوا في براثن الفقر، لكنهم لم يعتقدوا أنهم من طبقة متدنية. ساعدت إلسي هورتون على تنظيم صفوف للأشخاص الفقراء، وحاولت أن تجعلهم أشخاصًا متعلمين ضمن المجتمع.
سعى هورتون لمواصلة تعليمه. فغادر منزله في سن الخامسة عشر للالتحاق بالمدرسة الثانوية ودعم نفسه من خلال العمل في منشرة ثم في مصنع للصناديق. تعلم هورتون قيمة العمل الجاد من خلال العمل في هذه الوظائف. التحق بالعديد من الكليات، بما في ذلك جامعة كمبرلاند (تخرج بدرجة البكالوريوس عام 1928)، وجامعة شيكاغو ومدرسة الاتحاد اللاهوتية.
خلال سنوات المراهقة، عايش هورتون تجربة التنظيم النقابي من خلال شغل الوظائف في المنشرة وكمُجمِع تعبئة في المصانع. عندما كان مراهقًا، أظهر نشاطه من خلال تنظيم إضراب من أجل أجور أعلى في مصنع الطماطم. التحق هورتون بكلية كمبرلاند في ولاية تينيسي عام 1924 واستمر في عمله مع النقابات المحلية. بعد الكلية، ذهب هورتون للعمل كسكرتير جمعية الطلاب المسيحيين لطلاب الولاية. في عام 1929، تعرّف هورتون على فلسفة جماعة الإنجيل الاجتماعية أثناء دراسته في مدينة نيويورك في معهد الاتحاد اللاهوتي. أراد أن يجد طريقة يمكن من خلالها تحدي الحالة الاجتماعية وتغييرها، وأصبح التعليم أداة غير عنيفة. في جامعة شيكاغو، تعرف هورتون على المدارس الثانوية الشعبية الدنماركية. بعد تأثره بزيارته لهذه المدارس، ساعد هورتون في إنشاء مركز تعليمي خاص به، مدرسة هايلاندر الشعبية، في مونتيجل بولاية تينيسي في عام 1932. تزوج لاحقًا من زيلفين ماي جونسون عام 1935. كانت زيليين هورتون داعمةً لهورتون حتى وفاتها في عام 1956. رُزق زيلفين ومايلز هورتون بطفلين. في عام 1962، تزوج مايلز هورتن من إيمي إيسغريج. في يناير 1990، توفي مايلز هورتون عن عمر يناهز 84 عامًا.